# Хмелёвское сельское поселение (Костромская область)
Хмелёвское се́льское поселе́ние — муниципальное образование в составе Поназыревского района Костромской области России.
Административный центр — село Хмелёвка.

## История
Хмелёвское сельское поселение образовано 30 декабря 2004 года в соответствии с Законом Костромской области № 237-ЗКО, установлены статус и границы муниципального образования.
22 июня 2010 года в соответствии с Законом Костромской области № 626-4-ЗКО в состав Хмелёвского сельского поселения включены упразднённые Горловское и Гудковское сельские поселения.

## Население
| 2008 | 2010 | 2012 | 2013 | 2014 | 2015 | 2016 |
| ---- | ---- | ---- | ---- | ---- | ---- | ---- |
| 939  | ↘798 | ↘740 | ↘661 | ↘600 | ↘598 | ↘572 |
| 2017 | 2018 | 2019 | 2020 | 2021 |      |      |
| ↘564 | ↘555 | ↘522 | ↘493 | ↘386 |      |      |

## Состав сельского поселения
| №  | Населённый пункт  | Тип населённого пункта       | Население |
| -- | ----------------- | ---------------------------- | --------- |
| 1  | Архангельское     | село                         | ↘2        |
| 2  | Балдино           | деревня                      | ↘7        |
| 3  | Большое Девушкино | деревня                      | →0        |
| 4  | Бурковское        | деревня                      | ↘4        |
| 5  | Васенёво          | деревня                      | ↗26       |
| 6  | Высоковское       | деревня                      | →0        |
| 7  | Горлово           | деревня                      | ↗159      |
| 8  | Гудково           | деревня                      | ↘99       |
| 9  | Ежово             | деревня                      | ↘19       |
| 10 | Клюкино           | деревня                      | ↘58       |
| 11 | Луптюг            | деревня                      | ↗72       |
| 12 | Мундырь           | деревня                      | ↗69       |
| 13 | Нея               | посёлок                      | ↗10       |
| 14 | Никитино          | деревня                      | ↘36       |
| 15 | Плосково          | деревня                      | ↘5        |
| 16 | Расшахово         | деревня                      | ↘14       |
| 17 | Соболево          | деревня                      | ↗9        |
| 18 | Созоново          | деревня                      | ↘27       |
| 19 | Суходербское      | деревня                      | ↘0        |
| 20 | Хмелёвка          | село, административный центр | ↗215      |
| 21 | Черёмное          | деревня                      | →0        |